# Tranvía de Parla
El metro ligero de Parla es la línea tranviaria de la ciudad madrileña de Parla. En ocasiones se clasifica como la línea ML-4 del Metro Ligero de Madrid. Se compone de una línea circular que pasa por 15 paradas (cuatro de ellas dobles) distribuidas por 8,3 km de vía.
La línea emplea el ancho de vía internacional de 1435 mm y es explotada con tranvías Citadis 302, fabricados por Alstom. De su explotación se encarga una UTE cuyo accionariado se compone de Globalvia, con un 85 % de las acciones, y CCM, que posee el otro 15 %.

## Historia
El proyecto del tranvía fue impulsado por la administración local de Parla del alcalde Tomás Gómez Franco, y se presentó a los ciudadanos en 2003 con un VHS repartido por el Ayuntamiento, como futuro medio de transporte ecológico para el municipio. Las obras comenzaron en septiembre de 2005 con un proyecto inicial que preveía contar en un principio con 17 paradas repartidas en cuatro fases. Aunque después se producirían algunas pequeñas modificaciones.  
En abril de 2007 empezaron las primeras pruebas de circulación con los tranvías, en pequeños tramos. Días antes de la inauguración del tranvía, el ayuntamiento repartió unos DVD con su presentación acompañados por un bono de 10 viajes, además de una gran campaña de marketing, para dar a conocer el nuevo medio de transporte público del municipio. El tranvía de Parla se inauguró el 6 de mayo de 2007. Al acto acudieron el alcalde Tomás Gómez, así como personalidades de la política madrileña como Rafael Simancas, Miguel Sebastián, y Esperanza Aguirre. Entrando en funcionamiento la fase I, que comprendía el tramo entre la plaza de toros y parque de Parla Este pasando por la estación de tren.
La fase II entró en funcionamiento el 8 de septiembre del mismo año. Comprendía el tramo entre el parque de Parla Este y el polígono industrial Ciudad de Parla. La fase III llegaría el 22 de mayo de 2008: consistió en la unión de ambos tramos por sus extremos para crear una sola línea circular y completar el recorrido actual. Y la fase IV, después de varios retrasos, finalmente se espera que este terminada en 2025. Contempla la creación de una nueva parada con un intercambiador con Cercanías en la estación de Parla Norte, la cual empezó su construcción en febrero de 2024 y estará ubicada entre las paradas de "Plaza de Toros y Polígono Industrial Ciudad de Parla".

### Líneas no construidas
En un principio se preveía la construcción de otras dos líneas circulares que ampliaran el servicio de tranvía a toda la ciudad, con un total de tres líneas. Sin embargo, las zonas a las que debían dar servicio estas nuevas líneas nunca fueron desarrolladas o están en proceso de desarrollarse en un futuro, por lo que ha quedado por el momento suspendida y paralizada la construcción de dichas líneas.

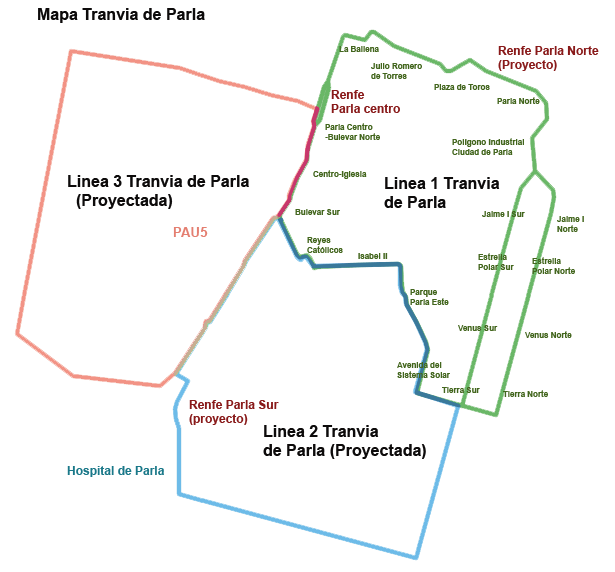
Mapa con las tres líneas proyectadas inicialmente

- La línea 2 se proyectó inicialmente para dar servicio a los futuros desarrollos urbanísticos previstos en la zona sur de Parla. Así, se prevé que se conecte desde la parada del bulevar sur por la calle Toledo para dar servicio a los barrios de La Ermita, Fuentebella y El Leguario y continúe con una parada que contaría con un intercambiador. En él está prevista también la construcción de la futura nueva estación de Cercanías Parla Sur/Hospital que conectará la ampliación de la línea C4 de Renfe con Los Torrejones,[8] muy cercana al Hospital Infanta Cristina; ahí se ubicaría otra parada que desde ahí comunicaría con los futuros desarrollos urbanos que están previstos en un futuro hasta llegar a Parla Este, donde se conectará la línea con la parada de tierra Sur.

Después de varios años paralizado el proyecto de ampliación, en febrero de 2023 el Ayuntamiento de Parla propuso una ampliación de la red hacia el sur y solicitó a la comunidad de Madrid la creación de la segunda línea para dar servicio al Hospital de Parla. Ello modificaría el recorrido que estaba planificado inicialmente, conectándolo con las localidades de Torrejón de Velasco y Torrejón de la Calzada, debido a que todavía no se han desarrollado las nuevas zona urbanas ni la futura tercera estación de cercanías de Parla que se prolongaría hacia los Torrejones. Además de la ampliación, se adquirirían cinco convoyes de tipo tren-tram para poder alcanzar mayores velocidades una vez fuera del casco urbano de Parla.
- La línea 3 sería proyectada para dar servicio al PAU-5, ubicado en la margen de la A-42, donde se está desarrollando el futuro parque tecnológico e industrial de Parla, estaría planificada para que conectara desde la futura línea 2 en la calle Toledo pasando por la Av. de Ronda, cruzando mediante un puente al otro lado de la A-42 y atravesando el nuevo desarrollo empresarial. Después, mediante otro puente pasaría por la calle Leganés donde daría servicio a los barrios del Nido, La Granja y Villajuventus I, para conectarlo con la parada de Parla centro bulevar norte.[11]

## Recorrido y estaciones

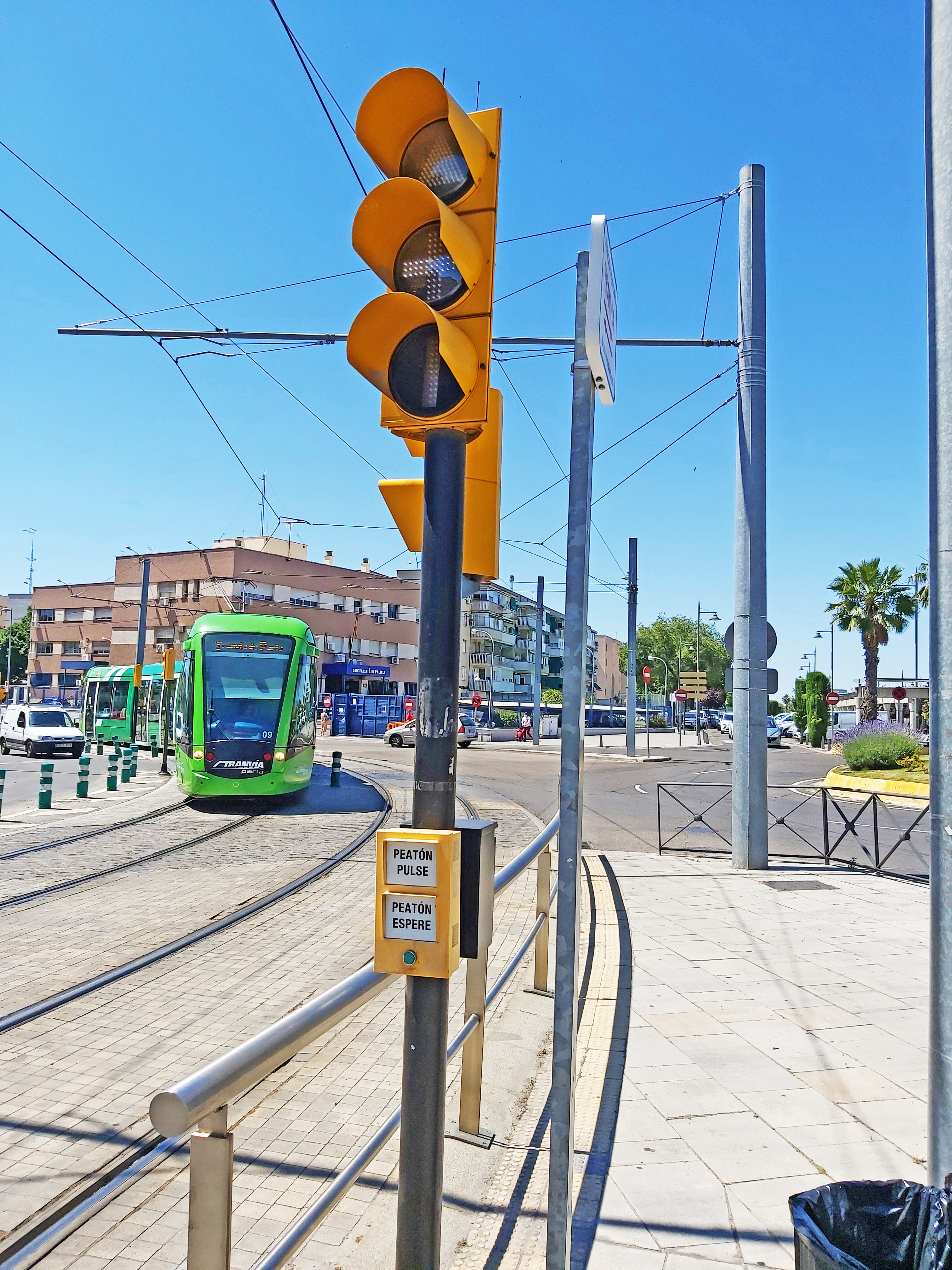
La infraestructura cuenta con señalización específica, cartelería y semáforos.

El recorrido de la línea es circular y tiene doble vía para poder iniciar la marcha en ambos sentidos. Tras salir de las cocheras los tranvías se dirigen hacia la plaza de toros, donde se juntan con la calle Julio Romero de Torres para luego separarse en dirección a la calle Real, que recorren entera hasta llegar a la avenida Juan Carlos I. La línea sigue por la avenida hasta que, cerca del colegio Ciudad de Mérida, cambia a la calle Reyes Católicos, por donde sigue hasta la calle Felipe II, que toma brevemente para luego circular por la avenida del Sistema Solar. Al llegar a la calle del Planeta Tierra gira hacia el este para luego ir al norte por la avenida de las Estrellas. Sigue por toda la avenida hasta llegar al polígono industrial Ciudad de Parla donde, tras ir brevemente por la calle Atenas, sigue por campo abierto hasta cerrar el círculo.
El recorrido en sentido horario es igual excepto en la zona de Parla Este, donde en lugar de ir por la avenida de las Estrellas lo hace por la de los Planetas. Las cuatro paradas de esta zona son por tanto dobles, indicando al final del nombre el sentido que se toma desde ellas.
| Nombre de parada                    | Acc. | Enlaces | Apertura                | Esquema de vías                                 | Localización |
| ----------------------------------- | ---- | ------- | ----------------------- | ----------------------------------------------- | --- |
| Plaza de Toros                      |      |         | 6 de mayo de 2007       |                                                 | Calle Julio Romero de Torres, 18 (frente a la plaza de toros) |
| Julio Romero de Torres              |      |         | 6 de mayo de 2007       |                                                 | Calle Julio Romero de Torres, S/N |
| La Ballena                          |      |         | 6 de mayo de 2007       |                                                 | Calle Real, 117 a la altura del parque de la Ballena |
| Parla Centro-Bulevar Norte          |      |         | 6 de mayo de 2007       |                                                 | Calle Real, 80 en el bulevar norte de Francisco Tomás y Valiente |
| Iglesia Centro                      |      |         | 6 de mayo de 2007       |                                                 | Calle Real, 30 frente a la iglesia vieja |
| Bulevar Sur-Miguel Ángel Blanco     |      |         | 6 de mayo de 2007       |                                                 | Calle Real, 1 (en el bulevar Sur) |
| Reyes Católicos                     |      |         | 6 de mayo de 2007       |                                                 | Calle Reyes Católicos, 37 |
| Isabel II                           |      |         | 6 de mayo de 2007       |                                                 | Calle Reyes Católicos, 16 a la altura de la calle Isabel II |
| Parque Parla Este                   |      |         | 6 de mayo de 2007       |                                                 | Avenida del Sistema Solar, s/n, a la altura del parque del Universo (Parla Este) |
| Avenida del Sistema Solar           |      |         | 8 de septiembre de 2007 |                                                 | Avenida del Sistema Solar, 8 |
| Tierra (Estación Dual)              |      |         | 8 de septiembre de 2007 | *dual                                           | - Tierra Sur: avenida de los Planetas, a la altura de la calle del Planeta Tierra - Tierra Norte: avenida de las Estrellas, a la altura de la calle del Planeta Tierra                 |
| Venus (Estación Dual)               |      |         | 8 de septiembre de 2007 | *dual                                           | - Venus Sur: avenida de los Planetas, a la altura de la calle del Planeta Venus - Venus Norte: avenida de las Estrellas, a la altura de la calle del Planeta Venus                     |
| Estrella Polar (Estación Dual)      |      |         | 8 de septiembre de 2007 | *dual                                           | - Estella Polar Sur: avenida de los Planetas, a la altura de la calle Estela Polar - Estrella Polar Norte: avenida de las Estrellas, a la altura de la calle Estela Polar              |
| Jaime I (Estación Dual)             |      |         | 8 de septiembre de 2007 | *dual                                           | - Jaime I Sur: avenida de los Planetas, sur a la altura de la calle Jaime I el conquistador - Jaime I Norte: avenida de las Estrellas, a la altura de la calle Jaime I el conquistador |
| Polígono industrial Ciudad de Parla |      |         | 8 de septiembre de 2007 |                                                 | Calle Atenas, 11 |
| Parla Norte                         |      |         | —                       | En fase de licitación la redacción del proyecto | |

## Horarios y frecuencias

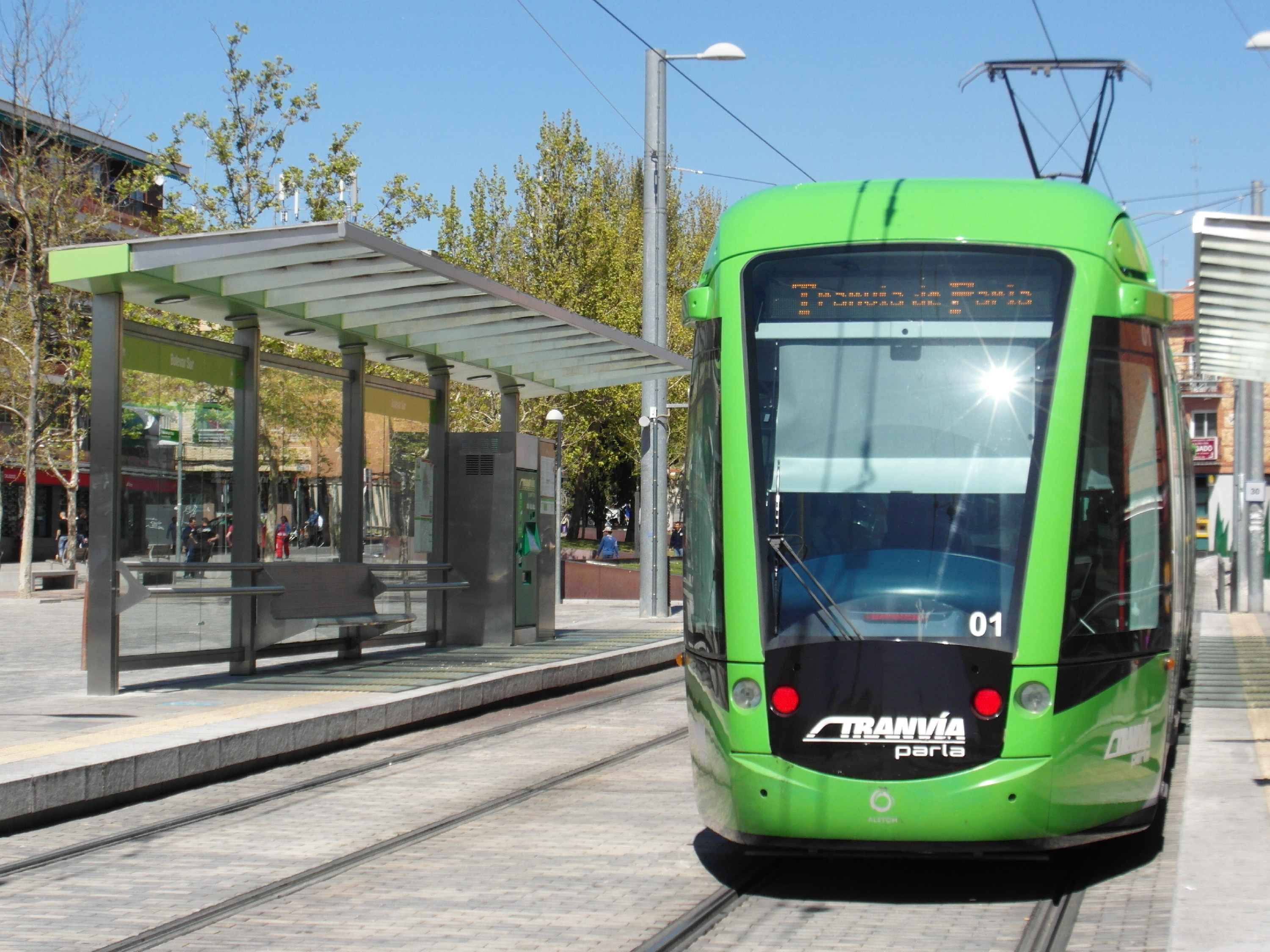
Las paradas del tranvía cuentan, con máquinas de compra de billetes, que integran módulo de información por audio y el aviso de tiempo de la llegada de los tranvías.

El horario es de 4:45 a 0:45 todos los días. Las frecuencias dependen del día, la hora y el sentido de la vía.
| Vía 1                         | Vía 1  | Vía 2       | Vía 2  |
| ----------------------------- | ------ | ----------- | ------ |
| De lunes a viernes laborables |        |             |        |
| 05:00-06:15                   | 15 min | 04:45-06:00 | 15 min |
| 06:15-23:00                   | 10 min | 06:00-10:15 | 7 min  |
| 06:15-23:00                   | 10 min | 10:10-22:00 | 10 min |
| 23:00-00:45                   | 15 min | 22:00-00:36 | 15 min |
| Sábados, domingos y festivos  |        |             |        |
| 05:00-07:00                   | 30 min | 04:49-06:30 | 30 min |
| 07:00-08:15                   | 25 min | 06:30-07:45 | 25 min |
| 08:15-22:00                   | 15 min | 07:45-21:30 | 15 min |
| 22:00-00:45                   | 30 min | 21:30-00:36 | 30 min |

## Tarifas
A febrero de 2020, el billete sencillo cuesta 1,30 € y el billete de diez viajes cuesta 8,50 €, el mismo precio que los autobuses urbanos del municipio. Además, acepta cualquier abono mensual o anual de zona B2 o superior. El abono mensual B2, que también permite llegar a Madrid por autobús o tren de cercanías, cuesta 72 € para el perfil normal (de 26 a 64 años).

## Características técnicas

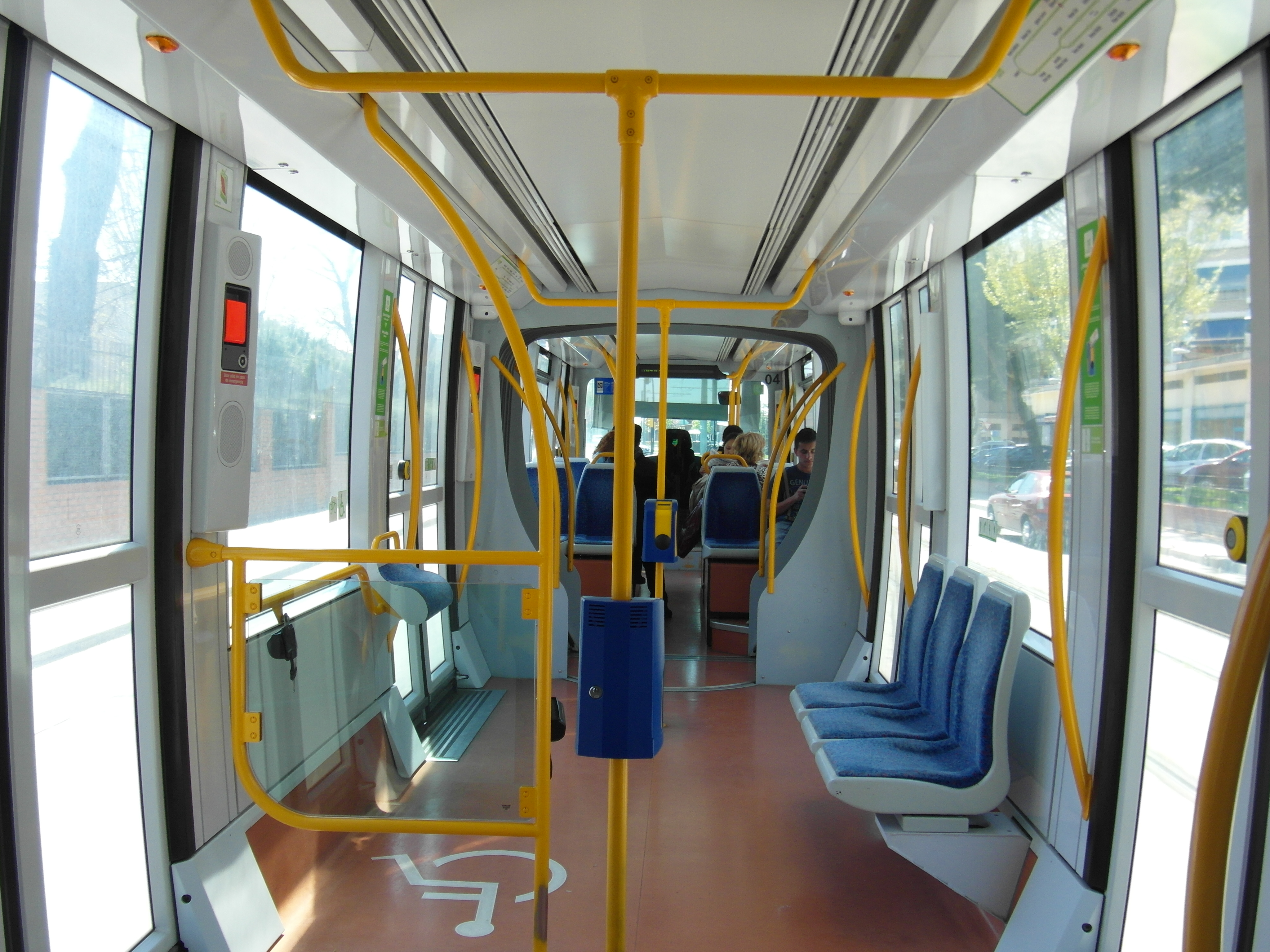
Interior de un tranvía de Parla.

La línea opera con tranvías modelo Citadis 302 de Alstom, el mismo que se emplea en el Metro Ligero de Madrid y en los tranvías de Barcelona (Trambaix y Trambesòs), Tenerife o Murcia. El decorado de estos es verde, color elegido por ser un medio de transporte ecológico. Tienen capacidad de 220 viajeros, piso bajo continuo y pasillo de comunicación entre los módulos.
Los tranvías se guardan y mantienen en las cocheras situadas al norte de la ciudad, cerca de la plaza de toros, donde también están ubicadas las oficinas de la empresa.

## Resultados y críticas
Durante el primer año de funcionamiento el tranvía de Parla registró 2 350 000 pasajeros y en el segundo 3 800 000 pasajeros, llegando a 5 000 000 de pasajeros en 2011, con una utilización promedio de 14 000 pasajeros diarios. Tras un descenso de en su uso debido a la pandemia de COVID-19, las cifras de viajeros se recuperaron en 2022, cuando servicio transportó a 5.056.763 viajeros. En 2024 se registraron cifras de viajeros de 7 013 534. Estas son cifras comparables a otros sistemas de tranvía a nivel nacional, más aún teniendo en cuenta que Parla es una ciudad con una población de menos de 150 000 habitantes.
El índice de satisfacción en la encuesta realizada en el 2012 mostró una calificación de un 8,64 sobre 10, mejorando ligeramente para 2024, donde se sitúa en 8.68 sobre 10.
El mismo proyecto recibió críticas, ya que Parla en la actualidad es una ciudad dormitorio del sur de Madrid, donde la mayoría de los desplazamientos diarios son hacia el trabajo en las ciudades colindantes debido al escaso tejido industrial y terciario que ofrece la ciudad, con lo que se hace necesario en la actualidad mejores conexiones externas. Además, el trazado y línea actual no permiten conectar con todos los barrios de la ciudad como La Laguna o el Hospital del Sur, que se suponía que se iban a conectar las futuras ampliaciones.
Sus defensores argumentan que, gracias al tranvía, toda Parla está conectada a los trenes de cercanías que cubren los desplazamientos a la capital y que permiten una mayor facilidad en los desplazamientos internos que fomentan el comercio, la industria y la consolidación del terciario urbano.
Los críticos de este medio de transporte aseveran que Parla no tiene la masa crítica necesaria de ciudadanos para que se justifique un sistema tranviario, afirmando que en su lugar se podía haber resuelto las necesidades de movilidad con otros medios de transporte como el autobús, sin incurrir en tales gastos de inversión ni en los altos costos de operación que han mostrado la dificultad de sostenibilidad financiera por parte del Tranvía de Parla.
Otro de los aspectos criticados es el sobrecoste del proyecto. Según el Tribunal de Cuentas el proyecto se desvió en un 38% sobre el presupuesto original. Además, en diciembre de 2017 Parla tenía una deuda de 433 millones de euros, de los cuales alrededor de 256 millones de euros corresponden al tranvía.